# TriStar Pictures
TriStar Pictures, Inc. (scritto Tri-Star fino al 1991) è una filiale della Columbia Pictures, essa stessa divisione della Sony Pictures Entertainment. Fu fondata nel 1982.

## Storia
Il concetto di TriStar nasce nel 1982, quando la Columbia (In questo periodo controllata dalla Coca-Cola), la HBO, e la CBS decidono di mettere insieme le risorse per suddividere i sempre maggior costi di produzione dei film. La loro prima uscita, nel 1984, è Il migliore. Il loro secondo film dello stesso anno fu un flop, si tratta del remake di La spiaggia del desiderio (Where the Boys Are), film prodotto dalla Metro-Goldwyn-Mayer nel 1960.
Nel 1984 la CBS abbandona l'avventura, lo stesso vale anche per la HBO nel 1987, anno in cui la Tri-Star entra nel business televisivo come Tri-Star Television, chiusa nel 1988, poi riattivata nel 1991, quindi richiusa nel 1999 e infine riattivata nel 2015. Nel dicembre 1987 la Columbia Pictures, comprando la sua quota azionaria, fonde Columbia e Tri-Star nella Columbia Pictures Entertainment.
Nel 1989, tutte le aziende di intrattenimento della Coca-Cola vengono acquisite dalla Sony, che fonde la Columbia e la TriStar, ma continua ad usare nomi separati. La Sony Pictures Entertainment successivamente rianima la TriStar Television come produttrice televisiva di bandiera nel 1991 e co-lancia la Columbia TriStar Television nel 1994 con la sorella Columbia Pictures Television.
La TriStar è inoltre il distributore per molti film prodotti dalla Carolco Pictures, fino al 1994, l'anno successivo andrà in bancarotta. Nel 2004 la TriStar diventa come un'unità di marketing e di acquisizioni che avrà una "particolare attenzione per i film di genere". Nella sua storia annovera molti film importanti e famosi che hanno avuto grandi incassi, e molti film candidati e vincitori di Oscar.

## Film prodotti e/o distribuiti

### 1980
- Natale di sangue (1984)
- Birdy - Le ali della libertà (1984)
- Meatballs 2 (1984)
- I Muppet alla conquista di Broadway (1984)
- Il Migliore (1984) (Primo film rilasciato)
- Supergirl - La ragazza d'acciaio (1984, distribuzione)
- Le stagioni del cuore (1984)
- Dove stanno i ragazzi (Where the Boys Are '84) (1984)
- Runaway (1984)
- Flashpoint (1984, distribuzione)
- Heaven Help Us (1985)
- Space Vampires (1985)
- The Last Dragon (1985)
- Rambo 2 - La vendetta (1985, distribuzione)
- Posizioni promettenti (1985)
- The Legend of Billie Jean (1985, distribuzione)
- Scuola di geni (1985)
- La storia di Babbo Natale (1985)
- Palle d'acciaio (Head Office) (1985, distribuzione)
- A proposito della notte scorsa... (1986)
- L'aquila d'acciaio (1986)
- Labyrinth - Dove tutto è possibile (1986, co-produzione con Henson Associates e Lucasfilm Ltd.)
- Nessuna pietà (1986)
- Nothing in Common (1986)
- Rad (1986)
- 8 milioni di modi per morire (1986) (co-produzione con Producers Sales Organization)
- Corto circuito (1986)
- The Hitcher - La lunga strada della paura (1986)
- Dimensione terrore (1986)
- Angel Heart - Ascensore per l'inferno (1987, distribuzione)
- Appuntamento al buio (1987)
- The Principal - Una classe violenta (The Principal) (1987)
- Ricercati: ufficialmente morti (1987, distribuzione)
- Ironweed (1987)
- Like Father, like Son (1987)
- Scuola di mostri (1987)
- L'implacabile (The Running Man, 1987, distribuzione)
- Gaby - Una storia vera (1987)
- Corto circuito 2 (1988)
- Intrigo a Hollywood (1988)
- Ammazzavampiri 2 (1988)
- L'orso (1988)
- Blob - Il fluido che uccide (1988)
- Il bacio del terrore (The Kiss) (1988)
- Pound Puppies and the Legend of Big Paw (1988)
- The Seventh Sign (1988)
- Rambo III (1988, distribuzione)
- Fiori d'acciaio (1989) (co-produzione con Rastar)
- Tap - Sulle strade di Broadway (Tap) (1989)
- Creatura degli abissi (1989)
- Chi è Harry Crumb? (1989)
- Senti chi parla (1989) (più i sequel nel 1990 e nel 1993)
- Uno strano caso (1989)
- Non guardarmi: non ti sento (1989)
- Sorvegliato speciale (1989, distribuzione)
- Glory - Uomini di gloria (1989)
- Schiavi di New York (1989)
- Sono affari di famiglia (1989, distribuzione)

### 1990
- Avalon (1990)
- Ti amerò... fino ad ammazzarti (1990)
- Senti chi parla 2 (1990)
- Side Out (1990)
- Allucinazione perversa (1990, distribuzione)
- Atto di forza (1990, distribuzione)
- Bugsy (1991)
- La leggenda del re pescatore (1991)
- Jack's Way (1991, distribuzione)
- Terminator 2 - Il giorno del giudizio (1991, solo distribuzione negli USA)
- Non dirmelo... non ci credo (1991)
- Bingo - Senti chi abbaia (1991)
- The Doors (film) (1991, distribuzione)
- Hook - Capitan Uncino (1991) (co-produzione con Amblin Entertainment)
- Basic Instinct (1992, distribuzione)
- Candyman - Terrore dietro lo specchio (1992)
- Charlot (1992, distribuzione)
- La città della gioia (1992)
- Mariti e mogli (1992)
- Wind - Più forte del vento (1992)
- Mia moglie è una pazza assassina? (1993)
- Misterioso omicidio a Manhattan (1993)
- Philadelphia (1993)
- Rudy (1993)
- Cliffhanger - L'ultima sfida (1993, distribuzione)
- Insonnia d'amore (1993)
- Weekend con il morto 2 (1993, distribuzione)
- Sniper (1993)
- Senti chi parla adesso! (1993)
- I nuovi mini ninja (1994)
- Cara, insopportabile Tess (1994)
- Può succedere anche a te (1994)
- Vento di passioni (1994)
- Only You - Amore a prima vista (1994)
- Frankenstein di Mary Shelley (1994)
- Wagons East! (1994) (co-produzione con Carolco Pictures)
- Il diavolo in blu (1995)
- Tre piccole pesti (1995)
- Jumanji (1995)
- Magic in the Water (1995)
- Johnny Mnemonic (1995)
- Pronti a morire (1995)
- Jury Duty (1995) (co-produzione con Triumph Films)
- The Fan - Il mito (1996) (co-produzione con Mandalay Entertainment)
- Jerry Maguire (1996)
- Matilda 6 mitica (1996) (co-produzione con Jersey Films)
- L'allenatrice (1996)
- Scambio di identità (1996)
- Il matrimonio del mio migliore amico (1997)
- The Second Jungle Book: Mowgli & Baloo (1997)
- Sette anni in Tibet (1997)
- Starship Troopers - Fanteria dello spazio (1997) (co-produzione con Touchstone Pictures)
- Qualcosa è cambiato (1997)
- Donnie Brasco (1997) (co-produzione con Mandalay Entertainment)
- Anaconda (1997)
- Godzilla (1998) (co-produzione con Centropolis Entertainment e Toho Company)
- In God's Hands (1998)
- Madeline - Il diavoletto della scuola (1998)
- La maschera di Zorro (1998) (più il sequel della Columbia Pictures del 2005) (co-produzione con Amblin Entertainment)
- Urban Legend (1998) (co-produzione con Phoenix Pictures) (più il sequel della Columbia Pictures del 2000)
- Pazzi in Alabama (1999)
- Amiche cattive (1999)

### 2000
- Gojira 2000 - Millennium (2000, film giapponese, distribuzione in Nord America e doppiaggio)
- Metropolis (2001, sottotitoli) (co-produzione con Destination Films)
- Momo alla conquista del tempo, regia di Enzo D'Alò (2001)
- The Trumpet of the Swan (2001)
- New Best Friend (2001, distribuzione)
- Little Secrets (2002, distribuzione)
- Sniper 2 (2002, distribuzione)
- The Lost Skeleton of Cadavra (2003, distribuzione)
- Lords of Dogtown (2005) (co-produzione con Columbia Pictures)
- Oliver Twist (2005, distribuzione)
- Silent Hill (2006)
- Crossover (2006)
- Correndo con le forbici in mano (2006)
- Feel the Noise - A tutto volume (2007) (co-produzione con Sony BMG Films)
- Premonition (2007) (co-produzione con Metro-Goldwyn-Mayer Pictures e Hyde Park Entertainment)
- Wind Chill (2007)
- Il nome del mio assassino (2007)
- Il campeggio dei papà (2007) (co-produzione con Revolution Studios)
- The Brothers Solomon (2007) (co-produzione con Revolution Studios)
- Silent Hill 2 (2008) (co-produzione con DreamWorks, Warner Independent Pictures e Universal Studios)
- Onimusha' (2009) (co-produzione con Paramount Pictures)
- Planet 51 (2009) (distribuzione negli Stati Uniti)

### 2010
- Trashed Away (2010) (co-produziobe con Sony Pictures Animation)
- Into The Blue 2 (2010) (co-produzione con Columbia Pictures)
- Soul Surfer (The Surfer Soul) (2011) (co-produzione con FilmDistrict, Mandalay Entertainment e Brockweel McNamara Entertainment)
- Elysium (2013)
- Mamma che notte! (Moms' Night Out) (2014)
- Humandroid (Chappie) (2015)
- The Walk, regia di Robert Zemeckis (2015)
- Dove eravamo rimasti (Ricki and the Flash), regia di Jonathan Demme (2015)
- Risorto (Risen) (2016)
- Money Monster - L'altra faccia del denaro (Money Monster) (2016)
- Billy Lynn - Un giorno da eroe (Billy Lynn's Long Halftime Walk) (2016)
- T2 Trainspotting, regia di Danny Boyle (2017)
- Baby Driver - Il genio della fuga (Baby Driver), regia di Edgar Wright (2017)
- Tutti i soldi del mondo (ll the Money in the World) regia di Ridley Scott (2017)
- Un amico straordinario (A Beautiful Day in the Neighborhood) regia di Marielle Heller (2019)

### 2020
- La galleria dei cuori infranti (The Broken Hearts Gallery) regia di Natalie Krinsky (2020)
- L'ultimo Vermeer (The Last Vermeer) regia di Dan Friedkin (2020)
- Non ti presento i miei (Happiest Season) regia di Clea DuVall (2022)
- The Woman King regia di Gina Prince-Bythewood (2022)
- Matilda The Musical regia di Matthew Warchus (2022)
- Whitney - Una voce diventata leggenda (Whitney Houston: I Wanna Dance with Somebody) regia di Kasi Lemmons (2022)
- The Book of Clarence, regia di Jeymes Samuel (2023)

## Il logo
Il logo di TriStar rappresenta un pegaso. L'idea è nata grazie all'interesse del dirigente Victor Kaufman e della sua famiglia per l'equitazione. Il logo originale è stato creato con l'assistenza di Sydney Pollack, consulente di Tri-Star. Il cavallo in quel logo era lo stesso usato nel film di Pollack Il cavaliere elettrico. Il cavallo in quel film era scuro, quindi Pollack ha modificato l'immagine per farla sembrare bianca nel logo.
Nel 2015 un nuovo logo animat TriStar Pictures è stato realizzato e ha debuttato in The Walk. Questa volta è stato animato da JAMM VFX. Le nuvole sono completamente bianche in questa iterazione ed è chiaramente giorno; inoltre, il pegaso stesso è bianco.